# Bihunichthys monopteroides
Bihunichthys monopteroides är en fiskart som beskrevs av Maurice Kottelat och Lim, 1994. Bihunichthys monopteroides ingår i släktet Bihunichthys och familjen Chaudhuriidae. Inga underarter finns listade.